# Sheep in the Big City
Sheep in the Big City (Oveja en la ciudad en España y Sheep en la gran ciudad en Hispanoamérica) es una serie de dibujos animados televisada por Cartoon Network, producida por Curious Pictures y creada por Mo Willems. El noveno de los Cartoon Cartoons de la cadena, el piloto de la serie se estrenó por primera vez como parte del "Cartoon Cartoon Summer" de Cartoon Network el 18 de agosto de 2000, antes de su debut oficial el 17 de noviembre de 2000, donde se emitió hasta el 7 de abril de 2002, con repeticiones hasta 2003.
Willems creó previamente The Off-Beats para KaBlam! de Nickelodeon. antes de trabajar en este programa animado. La serie sigue a una oveja fugitiva llamada Sheep en su nueva vida en "the Big City", donde intenta evitar una organización militar secreta. También incluye varios bocetos y cortos no relacionados, similares a los de El show de Rocky y Bullwinkle. Con énfasis en el humor sofisticado (en particular, literal), utilizando diferentes formas de retórica, desde los personajes hasta las tramas, incluía referencias cómicas al cine y la retransmisión televisiva.
En ese momento, el estreno de Sheep in the Big City fue el estreno de mayor audiencia para una serie original de Cartoon Network. Los servicios de animación de la serie estuvieron a cargo del estudio de animación coreano Rough Draft Korea. Esta fue la primera serie original de Cartoon Network producida por el estudio de animación Curious Pictures, quien luego produciría Codename: Kids Next Door en 2002.

## Sinopsis
Sheep es una oveja que escapó de una granja por haberse aburrido de la misma y por querer llevar la vida de la gran ciudad, desde que escapó El  Granjero Juan lo ha estado buscando con intenciones de capturarlo y regresarlo a la granja, lo cual Sheep no quiere, además es constantemente perseguida por un militar obsesionado con su pelaje para poder hacer funcionar un arma alimentada por "energía ovina": el General Concreto (General Específicamente en Hispanoamérica). El General es acompañado en la persecución por el Soldado Civil (Public Private en inglés, Soldado Público en Hispanoamérica) el Doctor Furioso (Angry Cientist en inglés, Científico Enojado en Hispanoamérica), a quien todos llaman Doctor Rabioso (Científico Loco en Hispanoamérica) y otros personajes que hacen al ejército acosador de la oveja.
Por su parte, Sheep no está sola, y tiene amigos que a veces suelen salvarle el día. Otros personajes recurrentes son la perra raza poodle Suampi, y la dueña de esta, Doña Ricachona. El narrador es también un personaje en sí mismo, se lo suele mostrar en su cabina de locución haciendo comentarios (y quejas) sobre lo que está narrando.

## Producción
Sheep in the Big City fue creada por Mo Willems, quien comenzó su carrera haciendo comedia teatral en la década de 1980 y aspiraba a ser artista. Willems recordó en una entrevista de 2001: "Mi deseo cuando era niño era encontrar una manera de ser gracioso y dibujar. La animación resultó ser la mejor manera de hacerlo". Después de graduarse de la Tisch School of the Arts, Willems comenzó a hacer cortometrajes para Sesame Street y a escribir para Los Muppets. También trabajaría en la serie animada corta de Nickelodeon The Off-Beats, que tenía un estilo artístico similar a Sheep in the Big City. Willems ha afirmado que la obra de Pablo Picasso ha influido en su estilo artístico.
Sheep in the Big City se transmitió junto con diez posibles cortos piloto durante el maratón "Cartoon Cartoon Summer" de Cartoon Network el 18 de agosto de 2000. La serie, junto con The Grim Adventures of Billy & Mandy y Whatever Happened to... Robot Jones?, La cadena dio luz verde y se estrenaría el 17 de noviembre de 2000. La serie se emitió durante dos temporadas.

## Episodios
| Temporada | Temporada | Episodios | Episodios | Emisión original        | Emisión original     |
| Temporada | Temporada | Episodios | Episodios | Primera emisión         | Última emisión       |
| --------- | --------- | --------- | --------- | ----------------------- | -------------------- |
|           | Piloto    | Piloto    | Piloto    | 18 de agosto de 2000    | 18 de agosto de 2000 |
|           | 1         | 13        | 13        | 17 de noviembre de 2000 | 29 de julio de 2001  |
|           | 2         | 13        | 13        | 2 de diciembre de 2001  | 7 de abril de 2002   |

## Mercancía

### Medios domésticos
La primera temporada estuvo disponible en iTunes. Sin embargo, fue eliminado de iTunes por razones desconocidas. En el Reino Unido, se lanzaron tres episodios (excluido el piloto) en DVD en formato de región 2. El piloto está en el DVD "Powerpuff Bluff" de las Powerpuff Girls y también en la cinta VHS "Dream Scheme" de las Powerpuff Girls. (aunque hubo un engaño intencional en la contraportada de la cinta diciendo que tiene un episodio adicional de la caricatura Courage the Cowardly Dog)
En 2022, la mayoría de las series estuvieron disponibles para transmisión en HBO Max en América Latina con doblajes disponibles en inglés y español.

## Otras apariciones
Sheep hizo un cameo en KND Los Chicos del Barrio, en "Operación: G.R.A.D.U.A.D.O", cuando los de la otra cuadra fueron convertidos en ovejas, uno de ellos era Sheep.
Sheep hizo un cameo en el crossover especial "Crossover Nexus" de OK K.O.! Let's Be Heroes, como uno de los muchos héroes de Cartoon Network que es convocado y derrotado por Strike.